# Норт Аламо (Тексас)
Норт Аламо (енгл. North Alamo) насељено је место без административног статуса у америчкој савезној држави Тексас.

## Демографија
По попису из 2010. године број становника је 3.235, што је 1.174 (57,0%) становника више него 2000. године.
| Група             | 2000.         | 2010.         |
| Белци             | 198 (9,6%)    | 222 (6,9%)    |
| Афроамериканци    | 0 (0,0%)      | 6 (0,2%)      |
| Азијати           | 0 (0,0%)      | 1 (0,0%)      |
| Хиспаноамериканци | 1.853 (89,9%) | 3.010 (93,0%) |
| Укупно            | 2.061         | 3.235         |